# Wschodnioniemiecka Formuła 3 Sezon 1957
Sezon 1957 był ósmym sezonem Wschodnioniemieckiej Formuły 3.
Pojemność silników samochodów była ograniczona do 500 cm³.

## Kalendarz wyścigów
| Runda | Data        | Tor         | Pole position | Najszybsze okrążenie | Zwycięzca (kierowcy) | Zwycięzca (zespoły) |
| ----- | ----------- | ----------- | ------------- | -------------------- | -------------------- | ------------------- |
| 1     | 28 kwietnia | Halle-Saale | ?             | Kurt Ahrens sr.      | Kurt Kuhnke          | Kurt Kuhnke         |
| 2     | 26 maja     | Lipsk       | ?             | Kurt Ahrens sr.      | Kurt Ahrens sr.      | Kurt Ahrens         |
| 3     | 18 sierpnia | Sachsenring | Philipp Meub  | Kurt Ahrens sr.      | Kurt Ahrens sr.      | Kurt Ahrens         |
| 4     | 22 września | Drezno      | ?             | Philipp Meub         | Lex Beels            | Beels Racing Team   |

## Klasyfikacja kierowców
| Legenda oznaczeń w tabelach wyników Wyświetl szablon na nowej stronie | Legenda oznaczeń w tabelach wyników Wyświetl szablon na nowej stronie                                                                     |
| Oznaczenie                                                            | Wyjaśnienie |
| --------------------------------------------------------------------- | --- |
| Złoty                                                                 | Zwycięzca lub mistrzostwo |
| Srebrny                                                               | 2. miejsce lub wicemistrzostwo |
| Brązowy                                                               | 3. miejsce lub II wicemistrzostwo |
| Zielony                                                               | Ukończył, punktował (w klasyfikacji generalnej, gdy zdobył co najmniej jeden punkt na przestrzeni sezonu, poza trzema powyższymi opcjami) |
| Niebieski                                                             | Ukończył, nie punktował (w klasyfikacji generalnej, gdy nie zdobył co najmniej jednego punktu na przestrzeni sezonu)                      |
| Czerwony                                                              | Nie zakwalifikował się (NZ) |
| Czerwony                                                              | Nie prekwalifikował się (NPK) |
| Różowy                                                                | Nie ukończył (NU) |
| Różowy                                                                | Niesklasyfikowany (NS) (w klasyfikacji generalnej, gdy nie został sklasyfikowany w żadnym wyścigu sezonu)                                 |
| Czarny                                                                | Zdyskwalifikowany (DK) |
| Czarny                                                                | Wykluczony (WYK/EX) |
| Biały                                                                 | Nie wystartował (NW) |
| Biały                                                                 | Kontuzjowany (K/INJ) |
| Biały                                                                 | Wyścig odwołany (OD/C) |
| Bez koloru                                                            | Został wycofany (WYC/WD) |
| Bez koloru                                                            | Nie przybył (NP/DNA) |
| Bez koloru                                                            | Nie brał udziału w treningach (NT/DNP) |
| Bez koloru                                                            | Nie został zgłoszony (–) |
| Pogrubienie                                                           | Start z pole position |
| Kursywa                                                               | Najszybsze okrążenie wyścigu |
| †                                                                     | Nie ukończył, ale jego rezultat został zaliczony ze względu na przejechanie więcej niż 90% dystansu wyścigu.                              |
| *                                                                     | Sezon w trakcie |
| 1/2/3                                                                 | Punktowana pozycja w sprincie kwalifikacyjnym                                                                                             |
| Lista systemów punktacji Formuły 1                                    | |

| Poz.                                          | Kierowca              | Zespół                  | HSS | LIP | SCH | DRE | Punkty |
| --------------------------------------------- | --------------------- | ----------------------- | --- | --- | --- | --- | ------ |
| 1                                             | Willy Lehmann         | BSG Einheit Halle       | 2   | 3   | 4   | 3   | 28     |
| 2                                             | Siegfried Seifert     | BSG Motor Niedersedlitz | 3   | ?   | 8   | 7   | 7      |
| 3                                             | Heinz Melkus          | BSG Post Dresden        | ?   | ?   | 5   | ?   | 4      |
| NS                                            | Günter Gösel          | BSG Einheit Halle       | 4   | ?   | -   | ?   | 0      |
| NS                                            | Horst Mansfeld        | BSG Chemie Wolfen       | 5   | ?   | 9   | ?   | 0      |
| NS                                            | Heinz Herrmann        | BSG Post Dresden        | ?   | ?   | 10  | ?   | 0      |
| NS                                            | Willy Krenkel         | BSG Motor Niedersedlitz | ?   | ?   | NW  | ?   | 0      |
| NS                                            | Gerhard Brembach      | BSG Aktivist Merkers    | ?   | ?   | -   | ?   | 0      |
| NS                                            | Helmut Zimmer         | BSG Lok Mitte Dresden   | ?   | -   | -   | ?   | 0      |
| NS                                            | Horst Schulze         | BSG Einheit Großenhain  | -   | ?   | -   | ?   | 0      |
| NS                                            | Willi Stiehler        | BSG Lok Delitzsch       | -   | ?   | NU  | ?   | 0      |
| NS                                            | Frieder Rädlein       | BSG Post Dresden        | -   | -   | -   | ?   | 0      |
| Kierowcy niedopuszczeni do zdobywania punktów |                       |                         |     |     |     |     |        |
| NS                                            | Kurt Kuhnke           | Kurt Kuhnke             | 1   | 2   | NU  | ?   | 0      |
| NS                                            | Lex Beels             | Beels Racing Team       | NU  | NU  | 2   | 1   | 0      |
| NS                                            | Kurt Ahrens sr.       | Kurt Ahrens             | NU  | NU  | 1   | 6   | 0      |
| NS                                            | Philipp Meub          | Philipp Meub            | NU  | 4   | 3   | 2   | 0      |
| NS                                            | Paul Hoffmann         | Paul Hoffmann           | -   | -   | 6   | 4   | 0      |
| NS                                            | Oswald Karch          | Oswald Karch            | NU  | 5   | NU  | ?   | 0      |
| NS                                            | Rudi Wüstrich         | BSG Rudi Wüstrich       | -   | ?   | -   | 5   | 0      |
| NS                                            | Cyril Scott-MacArthur | Cyril Scott-MacArthur   | -   | -   | 7   | -   | 0      |
| NS                                            | Rolf Mejer            | Rolf Mejer              | -   | -   | 11  | -   | 0      |
| NS                                            | Theo Helfrich         | Theo Helfrich           | NU  | NU  | -   | -   | 0      |
| NS                                            | Jos Saveniers         | Jos Saveniers           | -   | -   | NU  | ?   | 0      |
| NS                                            | Willy Vroomen         | Willy Vroomen           | -   | -   | -   | ?   | 0      |